# 凌希
凌希（1961年3月—），江苏苏州人，研究生，军事硕士，中国共产党党员。
1976年12月参加工作，曾任南京军区某旅政治部主任，福建省军区政治部组织处处长，南京军区某师政治部主任，福建省军区厦门警备区代理副政治委员、政治委员，第十二集团军副政治委员，南京军区政治部副主任。2016年6月起任中國人民解放軍東部戰區政治工作部副主任。2017年5月13日，任上海警備區政委。同年12月30日，中共中央批准凌希任中共上海市委委員、常委。2018年2月24日，当选为第十三届全国人大代表。
2021年5月，不再担任中共上海市委常委、委员。